# 阿龙德河
阿龙德河（法語：Aronde，法語發音：[aʁɔ̃d]）是法国上法蘭西大區瓦兹省的河流，是瓦兹河的右支流，长26.4千米。